# 1859 dans les chemins de fer
Chronologie des chemins de fer
1858 dans les chemins de fer - 1859 - 1860 dans les chemins de fer

## Évènements

### Février
- 1er février.  France :   achèvement de la ligne Le Mans - Mézidon avec l'ouverture de la section Argentan – Mézidon.

### Mai
- 27 mai, Chili : le gouvernement, présidé par Manuel Montt, nationalise toutes les lignes de chemins de fer qui sont rassemblées dans les Ferrocarriles del Estado.

### Juin
- 19 juin, Espagne. Le gouverneur de la province de Huelva accorde la concession d'un chemin de fer partant des mines de cuivre de Castillo de Buitron jusqu'à l'embouchure de l'Odiel à Mariano Balleras et Augustin Martin pour une durée de 99 ans.

### Juillet
- 17 juillet : ouverture de la section Caen - Cherbourg de la ligne Mantes-la-Jolie - Cherbourg (Compagnie de l'Ouest).
- 18 juillet, Espagne : ouverture de la section Terrassa-Manresa de la ligne Barcelone-Saragosse (F.C. Zaragoza-Barcelona).

### Août
- 3 août : inauguration officielle de la  ligne de Paris à Cherbourg (Compagnie de l'Ouest) et les gares de Caen et de Cherbourg par l'Empereur Napoléon III et l'Impératrice Eugénie
- 25 août, France : ouverture de la section Mont-de-Marsan-Riscle de la ligne de Mont de Marsan à Tarbes (compagnie du Midi).

### Septembre
- 14 septembre, Portugal : José de Salamanca crée la Companhia Real dos Caminhos de Ferro Portugueses (CRP).
- 22 septembre, France : mise en service de la ligne de Vincennes entre la gare de la Bastille et la gare de La Varenne - Chennevières.

### Novembre
- 1er novembre.  France :   ouverture d'un embranchement de la ligne Le Mans - Mézidon entre Coulibœuf et Falaise.

## Chiffres
- Le réseau de chemin de fer de la monarchie autrichienne compte 4000 km.

## Naissances
- 2 juillet : Eugen Kittel (de) voit le jour à Eningen (royaume de Wurtemberg). Ingénieur en chef de la traction aux chemins de fer (de) du Wurtemberg de 1896 à 1921, il invente une mini chaudière verticale et semi-automatique qui équipera plusieurs séries d'autorails à vapeur.

## Décès
- 12 octobre : mort de Robert Stephenson